# 鴨池公園水泳プール
鴨池公園水泳プール（かもいけこうえんすいえいプール）は、スイムシティ鹿児島を指定管理者とする鹿児島市の水泳プール。PFI方式によって建設を進め、2011年に開館した。

## 概要
鴨池公園水泳プールは鹿児島市鴨池二丁目にあり、鹿児島市立科学館・鹿児島市立図書館などに隣接する。国道225号をはさんで向かい側には鴨池市民球場がある。九電工を代表企業とする株式会社スイムシティ鹿児島を指定管理者とし、セイカスポーツセンターが運営している。
敷地面積12,456平方メートル、地下1階・地上3階の建物である。以下の施設がある:1011-1012。
- 国際公認の50m×25mメインプール10コース（屋内）最大3mまで水深を変えられる。客席は2078席。
- 25m×17mサブプール8コースおよび付設の幼児用プール（屋内）
- 国際公認の飛び込みプール（屋外）
- その他。会議室、スタジオなど

## 交通
鹿児島市交通局の11番・12番バスで「鴨池市営プール前」、鹿児島交通15番バス「市営プール前」下車、徒歩1分。市電では郡元または鴨池から徒歩7分。
駐車場は鴨池公園駐車場を使用する。

## 歴史
現在の鴨池公園水泳プールが建設される以前は鹿児島市営だったため、交差点名やバス停留所名に今も「市営プール前」の名が残っている。この節では市営時代からの歴史を述べる。
鹿児島の市営プールはもと武町にあったが、25m×17mのプールだった:1045。その後1958年（昭和33年）に天文館公園プール、1962年（昭和37年）に市営鴨池プールが開館した:1045。できた当初の鴨池プールは更衣室すらないものだったが、鹿児島初の50mプールとして多くの利用者があった。与次郎ヶ浜が埋めたてられる前は鴨池海水浴場にとなりあっていた。
1972年の第27回国民体育大会（太陽国体）の水泳会場とするために1971年に整備され:933、このとき初めて飛び込み台、観客席スタンド、室内温水プールなどが備わった。その後1981年（昭和56年）と1987年（昭和62年）に改修された:933。この当時は50mの屋外プール、25mの室内プール、飛び込みプール、幼児用プールを備えていた。1982年（昭和57年）の全国高等学校総合体育大会の会場としても使用された:933。
平成なかばになると老朽化と利用者数の低下が問題となった。利用者数は2007年（平成19年）に84,716人、2008年（平成20年）に55,058人と低迷した:1011-1012。鹿児島市は2008年7月からもとのプールを解体、跡地にPFI方式で新たな鴨池公園水泳プールを建設した。国際公認の50m屋内プール10コースと屋外の飛び込みプールが新設され、一方屋内の25mプールは既存の施設を改修して使用した:1011-1012。
新型コロナウイルス感染症の影響によって2019年（令和元年）3月以降は臨時休館や利用制限によって利用者数が激減したが、2022年度（令和4年度）から制限が解除されて利用者数は回復傾向にある。
2023年（令和5年）には世界マスターズ水泳選手権のアーティスティックスイミング会場、および特別国民体育大会（燃ゆる感動かごしま国体）の水泳会場として使用された。